# Carl Vilhelm Cedercreutz
Carl Vilhelm Cedercreutz (Helsingfors, 2 de abril de 1893 — Helsínquia, 2 de abril de 1968), com o nome frequentemente grafado Carl Wilhelm Cedercreutz, foi um professor universitário e botânico, que se destacou no estudo da flora da Macaronésia (especialmente dos Açores).

## Biografia
Carl Cedercreutz foi filho do barão Emil Valdemar Cedercreutz, um reputado médico, e de sua esposa, a matemática e escritora Ebba Louise Nanny Lagerborg, mais conhecida por Nanny Cedercreutz ou pelo pseudónimo de Bengt Ivarson. Iniciou os seus estudos universitários em 1912, licenciando-se em 1928 e obtendo o doutoramento em 1929. 
Foi nomeado professor associado de Botânica na Universidade de Helsínquia em 1934, cargo que exerceu até 1960. Foi curador do Museu Botânico da Universidade de Helsínquia de 1954 a 1960.
Entre outras viagens de exploração, empreendeu uma viagem de investigação aos Açores em 1938. É autor de ensaios e comunicações, principalmente sobre ficologia, a maior parte publicada nas revistas da Societas pro Fauna et Flora Fennica, de que foi membro em 1916. Era também membro da Sociedade Entomológica de Helsínquia (desde 1919), da Sociedade Geográfica da Finlândia (desde 1922) e da Sociedade Científica Finlandesa (desde 1948).

## Obras
Entre outras, é autor das seguintes obras:
- Studien über Laubwiesen in den Kirchspielen Kyrkslätt und Esbo in Südfinnland (1927)
- Die Algenflora und Algenvegetation auf Åland (1934)
- "Beitrag zur Kenntnis der Gefässpflanzen auf den Azoren" in Commentationes biologicae. Societas Scientiarum Fennica, vol. 8 (6), pp. 1-29. Helsínquia, 1941.
- "Beitrag zur Kenntnis der Süsswasseralgen auf den Azoren" in Commentationes biologicae. Societas Scientiarum Fennica, vol. 8 (9), pp. 1-36. Helsínquia, 1941.
- Die Gefässpflanzenvegetation der Seen auf Åland, 1947.
- Vergleichende Studien über die Laubwiesen im Westlichen und östlichen Nyland, 1931.
- Suesswasseralgen aus Petsamo, 1929.
- Süsswasseralgen aus Petsamo II, 1932.
- Algae and related subjects - collected works,